# Miguel Ángel Castro Muñoz
Miguel Ángel Castro Muñoz (ur. 15 listopada 1970 w Puebli) – meksykański duchowny katolicki, biskup Huajuapan de León od 2021.

## Życiorys
Święcenia kapłańskie otrzymał 29 czerwca 1998 i został inkardynowany do archidiecezji Puebla de los Angeles. Pracował głównie jako duszpasterz parafialny, był też m.in. asystentem przy niższym seminarium duchownym oraz wykładowcą w wyższym seminarium.
27 marca 2021 papież Franciszek mianował go ordynariuszem diecezji Huajuapan de León. Sakry udzielił mu 17 czerwca 2021 metropolita Puebli – arcybiskup Víctor Sánchez Espinosa.